# Simul stabunt vel simul cadent
L'espressione latina simul stabunt vel simul cadent significa "insieme staranno oppure insieme cadranno". È attualmente usata, in diritto, per indicare i casi nei quali il venir meno di una situazione ha, per conseguenza, la fine contemporanea di un'altra e viceversa.
Il primo uso diffuso sui media, che rese familiare l'espressione anche ai non giuristi, fu in occasione di una delle prime crisi tra l'Italia fascista e il Vaticano a proposito del Concordato da poco sottoscritto. Si attribuisce la frase a papa Pio XI che avrebbe affermato che la messa in discussione del Concordato avrebbe travolto gli interi patti Lateranensi e fatto riaprire la questione romana.
La locuzione latina ebbe un momento di popolarità quando fu pronunciata, in una versione corrotta (simul stabunt vel simul cadunt), da Claudio Martelli, in un discorso parlamentare del 1988. L'errore, corretto al volo da Alessandro Natta (Cadent, Martelli, cadent!), ebbe uno strascico in una successiva interrogazione parlamentare.

## Diritto costituzionale italiano
I costituzionalisti italiani contemporanei, in particolare quelli specializzati nello studio del diritto regionale, applicano spesso questa espressione al meccanismo previsto dall'articolo 126, terzo comma, della Costituzione italiana, come modificato dalla legge costituzionale n. 1/1999. 
Per la citata norma costituzionale la rimozione, l'impedimento permanente, la morte o le dimissioni del presidente della giunta regionale (nei casi in cui il Presidente della Giunta sia stato eletto con suffragio universale diretto) comporta, senza la necessità di ulteriori atti, le dimissioni della Giunta e lo scioglimento del Consiglio regionale. Allo stesso modo, l'approvazione, da parte del Consiglio (a maggioranza assoluta dei suoi componenti) di una mozione motivata di sfiducia nei confronti del presidente della Giunta ovvero le dimissioni contemporanee della maggioranza dei consiglieri regionali comportano l'obbligo di dimissioni per la Giunta e per il presidente e lo scioglimento dell'assemblea regionale. La Corte costituzionale ha adoperato l'espressione simul stabunt simul cadent nella sentenza 13 gennaio 2004, n. 2, concernente un progetto di statuto della Regione Calabria (peraltro respinto).
Analoghi meccanismi presiedono, fin dal 1993, all'ordinamento delle amministrazioni provinciali e comunali.

## Diritto commerciale italiano
Nel Codice civile italiano è consentita la validità di una clausola siffatta, inserita nello statuto delle società per azioni, che preveda la decadenza dell'intero consiglio di amministrazione alla cessazione anche di uno degli amministratori, perlopiù affinché siano sempre rispettati gli equilibri in termini di composizione del consiglio di amministrazione. Saranno dunque gli amministratori non cessati, o in caso di efficacia immediata della clausola, i sindaci, a convocare l'assemblea in sede ordinaria per l'elezione dei nuovi amministratori.

## Varianti e abbreviazioni
L'espressione è rintracciabile anche nelle seguenti varianti e abbreviazioni:
- Aut simul stabunt aut simul cadent;
- Simul stabunt aut simul cadent;
- Simul stabunt, simul cadent;
- Simul simul.

### Istituti giuridici ispirati al principiosimul stabunt vel simul cadent
- Mozione di sfiducia (limitatamente alla forma di governo delle regioni, delle province e dei comuni);
- Impossibilità sopravvenuta.

### Citazioni passate alla storia
- Azione Cattolica, vedi la sezione Anni Trenta.